# Kristidsnämnd
Kristidsnämnd var det lokala organ som i Sveriges kommuner ansvarade för hushållningen under andra världskriget. Ordföranden utsågs av länets kristidsstyrelse. Kristidsförbund kunde även bildas av flera kommuner. 
Kristidsnämnden ansvarade bland annat för den lokala ransoneringen med ransoneringskort. De flesta kristidsnämnder avvecklades 1950 och verksamheten övertogs av kommunalnämnden respektive drätselkammaren.